# رکسفورد (نیویورک)
رکسفورد (به انگلیسی: Rexford) یک منطقهٔ مسکونی در ایالات متحده آمریکا است که در شهرستان ساراتوگا، نیویورک واقع شده‌است.